# Sedentarização
Na antropologia evolucionária, sedentarização é um termo aplicado à transição cultural da colonização nômade para a permanente. Na transição para o sedentarismo, as populações semi-nômadas possuíam um acampamento fixo para a parte sedentária do ano. O sedentarismo se tornou possível com novas técnicas agrícolas e pecuárias. O desenvolvimento do sedentarismo aumentou a agregação populacional e levou à formação de vilas, cidades e outras formas de comunidades.

## Sedentarismo forçado
Sedentarismo forçado, ou sedentarização ocorre quando um grupo dominante restringe os movimentos de um grupo nômade.
Este é um processo pelo qual as populações nomádicas têm passado desde que descobriram a agricultura, até hoje, quando a organização da sociedade moderna impôs demandas que forçaram as populações aborígenes a adotar um habitat fixo.